# Aphonopelma vorhiesi
Aphonopelma vorhiesi is een spinnensoort in de taxonomische indeling van de vogelspinnen (Theraphosidae).
Het dier behoort tot het geslacht Aphonopelma. De wetenschappelijke naam van de soort werd voor het eerst geldig gepubliceerd in 1939 door Ralph Vary Chamberlin  & Wilton Ivie.